# Tichon (Pasiecznik)
Tichon, imię świeckie Leonid Alimpijewicz Pasiecznik (ur. 1948 w Kazachstanie) – duchowny Rosyjskiego Kościoła Prawdziwie Prawosławnego, od 2005 arcybiskup omski i nowosybirski, faktyczny zwierzchnik tejże Cerkwi.

## Życiorys
Święcenia prezbiteratu przyjął w 1998. Chirotonię biskupią otrzymał 18 sierpnia 2002 w Rosyjskim Kościele Prawosławnym poza granicami Rosji jako biskup szczadryński. 25 lipca 2003 synod Rosyjskiego Kościoła Prawdziwie Prawosławnego wybrał go na biskupa omskiego i syberyjskiego. W 2005 został podniesiony do godności arcybiskupa.